# Báo Hoa Bắc
Báo hoa mai Hoa Bắc (Panthera pardus japonensis) là một phân loài báo hoa mai bản địa bắc Trung Quốc. Không có số liệu về số lượng phân loài này trong hoang dã.
Trong khoảng thời gian từ 1867 đến 1907, nhiều tác giả đã mô tả phân loài này sử dụng các danh pháp như Felis chinensis, bedfordi, fontanierii, grayi, và Panthera hanensis.